# 胡屯乡
胡屯乡是中国山东省聊城市茌平县下辖的一个乡。

## 行政区划
胡屯乡下辖周小村、北张村、周老村、赵壕村、邢寺村、北田村、李明环村、韩庙村、徐河口村、戚庄村、大刘西村、王公村、李石村、娄庄村、南于村、吴杨村、陶桥村、甄桥村、大尹庄村、陈刘村、北朱庄村、马沙窝村、大岳庄村、郭李村、大刘东村、陶集村、谷堂村、半天张村、寺后王村、北于庄村、薛凤台村、河西刘村、大磨王村、景马村、老官李村、古路赵村、河西宋村、大罗庄村、李双熙村、寺后刘村、前薛村、白庄村、张二马村、胡屯村、韩糖坊村、前徐村。